# Twisted Metal 4
Twisted Metal 4 ist ein kampforientiertes Rennspiel, welches von 989 Studios entwickelt und von Sony Computer Entertainment für die PlayStation veröffentlicht wurde. Der Titel stellt den vierten Teil der in Nordamerika erfolgreichen Twisted-Metal-Reihe dar. Er erschien in Nordamerika am 31. Oktober 1999 und wurde im Jahr 2000 als bislang letzter Twisted-Metal-Titel in die Reihe Sony Greatest Hits aufgenommen.

## Spielprinzip
Das Konzept von Twisted Metal 4 ist weitgehend identisch mit dem der Vorgänger. Es kombiniert Elemente von Rennspielen mit denen von Third-Person-Shootern. Der Spieler steuert auf einem abgesperrten Areal ein Fahrzeug, welches standardmäßig mit Maschinengewehren bewaffnet ist, die über unendliche Munition verfügen. Auf diesem Areal tritt er gegen bis zu acht ebenfalls bewaffnete Fahrzeuge an und versucht, diese zu zerstören.
Zu Beginn einer Partie werden die teilnehmenden Fahrzeuge an zufälligen Startpositionen auf der Karte in gewissem Mindestabstand zueinander positioniert. Nach dem Startsignal können die Fahrzeuge das Gebiet frei abfahren und Jagd auf ihre Gegner machen.
Da die Maschinengewehre vergleichsweise geringen Schaden anrichten, sind die Fahrer auf zusätzliche Waffen angewiesen, die auf der Strecke verteilt sind und von jedem Spieler aufgesammelt werden können. Zu den zusätzlichen Waffen zählen u. a. Granaten, Napalm und Raketen. Auf die gleiche Weise verhält es sich mit Reparatur-Kits, die zur Beseitigung von Schäden diesen. Jedes Fahrzeug besitzt eine individuelle Waffe, deren Vorrat sich mit der Zeit automatisch regeneriert.

## Rezeption
Twisted Metal 4 erhielt von der Fachpresse gemischte Wertungen, die insgesamt besser ausfielen, als die des Vorgängers. GameRankings berechnete eine Metawertung von 68,04 %.